# Odette (film 1916)
Odette è un film muto italiano del 1916 diretto da Giuseppe De Liguoro, tratto dalla commedia Odette di Victorien Sardou.